# Natalie Portman
Neta-Lee Hershlag (Jerusalem, 9 de juny de 1981), coneguda professionalment com a Natalie Portman, és una actriu estatunidenca d'origen israelià. És guanyadora d'un Oscar i de dos Globus d'Or.

## Biografia
És la filla única d'un metge israelià i d'una artista de Cincinnati (Ohio, EUA). Quan tenia tres anys els seus pares van decidir mudar-se a Maryland a causa del pobre estat de salut del seu avi, resident a Amèrica, i a les expectatives de treball del seu pare. Després de diverses mudances més, i quan Natalie tenia ja nou anys, la família s'instal·là finalment a Nova York. Allí, la jove va tenir oportunitat de viure de primera mà el teatre, els museus i el cinema, en bona part guiada pels seus pares. També va rebre classes de dansa moderna dels quatre fins als dotze anys.

En el rodatge de Free Zone, 2005

Tenia deu anys quan va rebre la seva primera oferta de feina, provinent d'un caça talents que li va oferir treballar com a model en veure-la en una pizzeria. Primerament va impulsar la seva carrera pel món de la moda, però finalment es va decantar per la seva faceta d'actriu i va debutar al cinema per la porta gran: després de moltes audicions, Luc Besson li va donar un paper a la seva pel·lícula Léon, també coneguda com El professional, que fou protagonitzada per Jean Reno el 1994. Va ser aleshores quan va decidir canviar-se el nom i va adoptar el cognom de soltera de la seva àvia paterna, a fi de mantenir la privadesa dels seus cognoms reals. Ella mateixa ha reconegut que en aquesta època va ser víctima d'assetjament escolar, cosa que va acabar comportant el seu canvi d'institut, i que solia treure molt bones notes. Després va participar en altres importants pel·lícules com Heat (1995), en què compartia escenes amb Al Pacino; Beautiful Girls, Mars Attacks!, de Tim Burton, o Tothom diu "I love you", de Woody Allen (totes tres del 1996).
En un principi fou contractada per interpretar la filla de Kristin Scott Thomas a L'home que xiuxiuejava als cavalls, de Robert Redford (1998), però finalment va haver de rebutjar el paper per poder fer l'obra de Broadway El diari d'Anne Frank (en la qual ella interpretava la famosa nena), que resultà un enorme èxit. El seu paper a la pel·lícula el va interpretar l'Scarlett Johansson.
La seva fama mundial es va començar a forjar amb la seva participació a Star Wars episodi I: L'amenaça fantasma (1999) i el seu paper de Reina Amidala. Després d'aquesta pel·lícula, al setembre de 1999, va entrar a la Universitat Harvard per estudiar psicologia. El seu contracte per Star Wars episodi II: L'atac dels clons (2002) estipulava que es filmaria durant l'estiu per tal de permetre-li anar a la universitat durant el curs. Més endavant va tornar al teatre amb La gavina, obra d'Anton Chekhov, i al cinema amb pel·lícules com Cold Mountain, d'Anthony Minghella (2003) i Closer, de Mike Nichols (2004) per la qual va rebre nombrosos premis com el Globus d'Or a la Millor actriu secundària, així com nominacions als Oscars i als Premis Bafta, entre d'altres. El 2005 va aparèixer a Star Wars Episodi III: La venjança dels Sith, i va protagonitzar V de Vendetta, cinta de suspens i acció ambientada en una Anglaterra del futur que es troba sota un règim dictatorial. Des d'aleshores ha fet pel·lícules com Paris, je t'aime; Els fantasmes de Goya, de Milos Forman (2006); My Blueberry Nights, de Wong Kar Wai (2007); Les germanes Bolena (2008) i Germans (2009).
Natalie Portman va fer el seu debut com a directora de cinema amb un curtmetratge que es va estrenar integrat a "New York, I love you" (2009), en què també va actuar.
L'any 2010, «Cigne negre», protagonitzada per Portman, va ser la pel·lícula escollida per obrir el Festival de Cinema de Venècia. La pel·lícula, i sobretot la interpretació de l'actriu, en la pell d'una ballarina que progressivament entra en un món de violenta bogeria, va rebre grans crítiques de forma immediata. Al llarg de l'any, Portman va guanyar la majoria de premis a la Millor Actriu arreu del món, inclòs els seus segons Globus d'Or i Bafta, el premi del Sindicat d'Actors americà i, finalment, l'Oscar. Tot aquests premis els va recollir embarassada del seu primer fill, fruit de la relació amb el coreògraf i principal ballarí del film, Benjamin Millepied. Per tal de resultar convincent en el paper d'una ballarina professional, especialment en les espectaculars escenes en què apareix ballant, l'actriu es va sotmetre a un intens entrenament des de diversos mesos abans de començar el rodatge.
Durant els primers mesos del 2011 es van estrenar tres pel·lícules que comptaven amb la seva presència: "Sense compromís", comèdia romàntica amb Ashton Kutcher; "Your Highness" i la superproducció "Thor", dirigida per Kenneth Branagh. També va esdevenir imatge de la colònia Miss Dior Cherie, de la qual va protagonitzar una campanya publicitària. Al juny d'aquell mateix any va néixer el seu fill, anomenat Aleph.
El 2012 es va mantenir allunyada de les pantalles. L'agost va contraure matrimoni amb Benjamin Millepied.
Portman torna al cinema a la tardor del 2013, amb "Thor: The Dark World" i "Night of cups", de Terrence Malick. També produeix la seva segona pel·lícula, després de "Hesher" (2010): "Jane got a gun", rodada a Nou Mèxic, ocupa les notícies del món cinematogràfic des de, literalment, el seu primer dia de rodatge, en què la directora Lynn Ramsay no fa acte de presència. Dos dies després, és substituïda per Gavin O'Connor. El canvi de director causa que tant Jude Law, que havia de ser un dels protagonistes juntament amb Portman, com el director de fotografia Darius Khondji optin també per abandonar el projecte i hagin de ser substituïts a correcuita.
En 2016, Portman va tenir el paper protagonista en la pel·lícula Jackie, de Pablo Larrain, un drama biogràfic sobre la primera dama americana Jacqueline Kennedy Onassis, després de la mort del seu marit, el president John F. Kennedy. La pel·lícula li va valer un premi SAG, a més de nominacions a l'Oscar a la millor actriu, Globus d'Or a la millor actriu dramàtica, i BAFTA a la millor actriu.

## Filmografia
Les seves pel·lícules més destacades són:
| Any  | Títol                                              | Paper                  | Notes |
| ---- | -------------------------------------------------- | ---------------------- | --- |
| 1994 | El professional                                    | Mathilda               | |
| 1995 | Heat                                               | Lauren Gustafson       | |
| 1996 | Beautiful Girls                                    | Marty                  | |
| 1996 | Mars Attacks!                                      | Taffy Dale             | |
| 1996 | Tothom diu "I love you" (Everyone Says I Love You) | Laura Dandridge        | |
| 1999 | Star Wars episodi I: L'amenaça fantasma            | Padmé Amidala          | |
| 1999 | Anywhere But Here                                  | Ann August             | Nominada − Globus d'Or a la millor actriu secundària                                                                                    |
| 2000 | La força de l'amor (Where the Heart Is)            | Novalee Nation         | |
| 2001 | Zoolander                                          | (Herself)              | aparició breu |
| 2002 | Star Wars episodi II: L'atac dels clons            | Padmé Amidala          | |
| 2003 | Cold Mountain                                      | Sara                   | |
| 2004 | Alguna cosa en comú                                | Samantha               | |
| 2004 | Closer                                             | Alice Ayres/Jane Jones | Globus d'Or a la millor actriu secundària Nominada − Oscar a la millor actriu secundària Nominada − BAFTA a la millor actriu secundària |
| 2005 | Star Wars Episodi III: La venjança dels Sith       | Padmé Amidala          | |
| 2005 | Free Zone                                          | Rebecca                | |
| 2006 | V de Vendetta                                      | Evey Hammond           | |
| 2006 | Paris, je t'aime                                   | Francine               | |
| 2006 | Goya's Ghosts                                      | Inés/Alícia            | |
| 2007 | Mr. Magorium i la seva botiga màgica               | Molly Mahoney          | |
| 2007 | My Blueberry Nights                                | Leslie                 | |
| 2007 | The Darjeeling Limited                             | Desconegut             | |
| 2007 | Hotel Chevalier                                    | Núvia                  | |
| 2008 | Les germanes Bolena                                | Anna Bolena            | |
| 2009 | New York, I Love You                               | Rifka                  | |
| 2009 | Germans                                            | Grace Cahill           | |
| 2009 | Love & Other Impossible Pursuits                   | Emilia Greenleaf       | |
| 2010 | Hesher                                             | Nicole                 | |
| 2010 | Black Swan                                         | Nina                   | Oscar a la millor actriu Globus d'Or a la millor actriu dramàtica BAFTA a la millor actriu                                              |
| 2011 | Thor                                               | Jane Foster            | |
| 2011 | Your Highness                                      | Isabel                 | |
| 2011 | No strings attached                                | Emma Kurtzman          | |
| 2013 | Thor: The Dark World                               | Jane Foster            | |
| 2015 | Knight of Cups                                     | Elizabeth              | |
| 2015 | A Tale of Love and Darkness                        | Fania Oz               | Nominada − Càmera d'Or |
| 2015 | La venjança de la Jane                             | Jane Hammond           | |
| 2016 | Jackie                                             | Jackie Kennedy         | Nominada − Oscar a la millor actriu Nominada − Globus d'Or a la millor actriu dramàtica Nominada − BAFTA a la millor actriu             |
| 2016 | Planetarium                                        | Laura Barlow           | |
| 2017 | Song to Song                                       | Rhonda                 | |
| 2017 | We Are All Completely Beside Ourselves             | Rosemary Cooke         | Minisèrie |
| 2017 | The Heyday of the Insensitive Bastards             | Biòloga                | |
| 2018 | Annihilation                                       |                        | |
| 2021 | Thor: Love and Thunder                             | Jane Foster            | |